# Et (beaucoup) plus si affinités
Pour plus de détails, voir Fiche technique et Distribution.
Et (beaucoup) plus si affinités, ou Et si jamais au Québec (What If) est une comédie romantique irlando-canadienne réalisée par Michael Dowse sortie en 2013.

## Synopsis
Un jeune homme, Wallace, tombe amoureux de Chantry qu'il rencontre lors d'une soirée. Il apprend qu'elle est en couple et décide de l'oublier. Mais, à plusieurs reprises, ils se croisent par hasard. Naît alors entre eux une forte amitié. Ils se demandent dès lors si, du fait de cette amitié fusionnelle, ils doivent s'engager dans une relation. 

## Fiche technique
- Titre français : Et (beaucoup) plus si affinités
- Titre québécois : Et si jamais
- Titre original : What If (The F Word a été utilisé durant la production du film)
- Réalisation : Michael Dowse
- Scénario : Elan Mastai d'après la pièce Toothpaste and Cigars de T.J Dawe et Mike Rinaldi
- Direction artistique : Alex Clark
- Costumes : Lea Carlson
- Photographie : Rogier Stoffers, Caitlin Cronenberg[réf. nécessaire]
- Montage : Yvann Thibaudeau
- Musique : Evan Dubinsky
- Production : Jeff Arkuss
- Sociétés de production : No Trace Camping, Sheep Noir Films Inc., Caramel Film
- Sociétés de distribution :
- Pays d’origine : Canada et Irlande
- Langue originale : anglais
- Format : couleur
- Genre : comédie romantique
- Durée : 102 minutes
- Dates de sortie :
  -  Canada : 7 septembre 2013 (Festival international du film de Toronto 2013)
  -  États-Unis,  Finlande : 15 août 2014
  -  Irlande : 20 août 2014
  -  Canada : 22 août 2014
  -  France : 29 octobre 2014

## Distribution

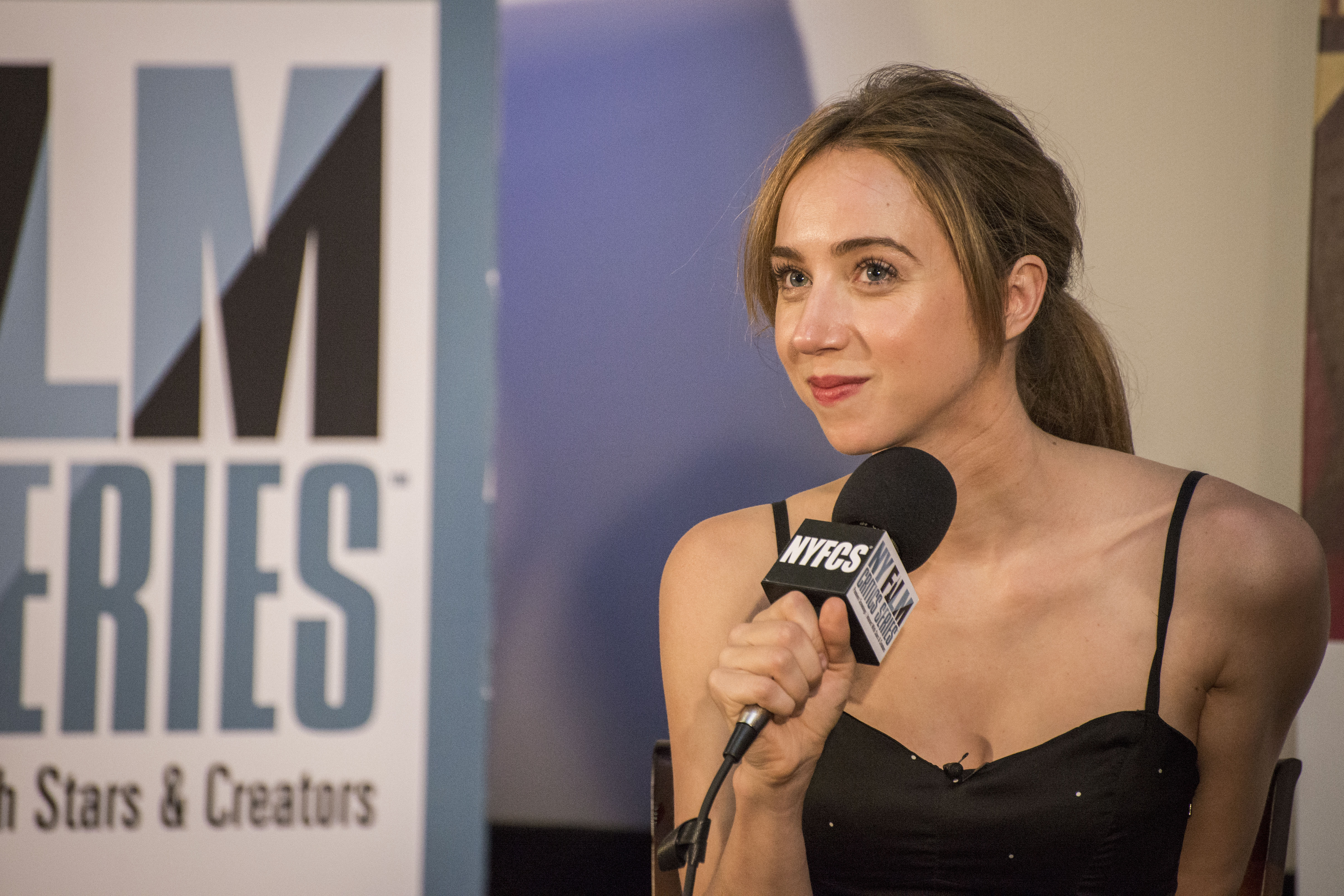
L'actrice principale Zoe Kazan, lors de la présentation du film au New York Film Critic Series 2014.

- Daniel Radcliffe (VF : Kelyan Blanc ; VQ : Louis-Philippe Berthiaume) : Wallace
- Zoe Kazan (VFB : Audrey d'Hulstère ; VQ : Kim Jalabert) : Chantry
- Adam Driver (VQ : Nicholas Savard L'Herbier) : Allan
- Megan Park (VQ : Aurélie Morgane) : Dalia
- Jordan Hayes : Becky
- Rafe Spall (VQ : Daniel Roy) : Ben
- Mackenzie Davis (VQ : Pascale Montreuil) : Nicole
- Jemima Rooper (VQ : Rose-Maïté Erkoreka) : Ellie
- Meghan Heffern : Tabby
- Oona Castilla Chaplin (VF : Ethel Houbiers) : Travailleuse argentine de l'ONU
- Vanessa Matsui : Vendeuse
- Tamara Duarte : la fille mignonne
- Jonathan Cherry : Josh
- Tommie-Amber Pirie : Gretchen
- Adam Fergus (en) : Rolf

 Source et légende : version française (VF) sur RS Doublage et version québécoise (VQ) sur Doublage Québec

## Distinctions

### Récompenses
- Prix Écrans canadiens 2014 : meilleure adaptation pour Elan Mastai
- Chlotrudis Awards 2014 : Meilleure performance pour un jeune acteur dans une comédie dramatique pour Daniel Radcliffe.

### Nominations et sélections
- Festival international du film de Toronto 2013 : sélection « Special Presentations »
- Vancouver Film Critics Circle Awards 2015 : meilleur scénario pour un film canadien pour Elan Mastai